# Cirauqui
Cirauqui (baskijski: Zirauki) – gmina w Hiszpanii, w Nawarze, o powierzchni 41,47 km². W 2011 roku gmina liczyła 505 mieszkańców.
Do ważniejszych zabytków miasta należą kościół San Román oraz ruiny dawnego rzymskiego mostu znajdującego za miastem, przez który do dziś chodzą pielgrzymi zmierzający do Santiago de Compostela.